# 튜링 토크
튜링 토크 (Turing Talk)는 종전에 튜링 강연 (Turing Lecture)으로 불렸는데, 컴퓨터 과학 주제에 대해 매년 저명한 연사가 제공하는 수상 강의이다. IET( Institution of Engineering and Technology )와 영국 컴퓨터 학회(British Computer Society)가 후원과 공동 주최하고 있는 이 강연은 1999년부터 매년 영국의 여러 장소에서 진행되고 있다. 강연 장소로는 사보이 플레이스, 런던 왕립 연구소 (Royal Institution), 카디프 대학교, 맨체스터 대학교, 벨파스트 시청, 글래스고 대학교 등이 있다. 메인 토크는 메인 이벤트의 오프닝 역할을 수행하는 인사이트 스피커(insight speaker)가 시작한다.
이 강연은 앨런 튜링을 기리기 위해 명명되었으며 ACM(Association for Computing Machinery)에서 주관하는 튜링 상 강연 (Turing Award lecture)과 혼동해서는 안 된다. 최근 튜링 토크는 라이브 웹캐스트로 제공되며 온라인상에 저장되고 있다.

## 연사
현재까지의 연사는 아래와 같다.
- 2022: Julie McCann, 스마트 시티 생활의 하루[6]
- 2021: Cecilia Mascolo, 웨어러블 및 건강 진단용 오디오 데이터의 사운딩 아웃(Sounding out)[7]
- 2020: Mark Girolami, Digital Twins : AI 혁명의 다음 단계[8]
- 2019: Krishna Gummadi 공정한 미래 엔지니어링: 편견 없는 AI를 교육해야 하는 이유[5]
- 2018: Andy Harter, 혁신과 기술 - 예술인가 과학인가?[9]
- 2017: Guruduth Banavar, 인류 발전을 위하여유익한 AI
- 2016: Robert Schukai, 나의 인터넷: It's all about my screens
- 2015: Robert Pepper, 인터넷 패러독스: How bottom-up beat(s) command and control[10]
- 2014: Bernard S. Meyerson, 실리콘 이후: Cognition and much, much more[11]
- 2013: Suranga Chandratillake, 그들이 가르쳐주지 않은 것: 기술 회사를 만들고 시장에 내놓는 것
- 2012: Ray Dolan, 암호 분석에서 인지신경 과학까지 – 앨런 튜링의 숨겨진 유산
- 2011: 도널드 커누스, 도널드 커누스와 함께 하는 저녁 – 모든 질문에 대한 답변[12]
- 2010: 크리스토퍼 비숍 . 불확실성 수용: 새로운 머신 인텔리전스
- 2009: Mike Brady,[13] 정보 공학과 그 미래
- 2008: 제임스 마틴, 타겟 어스와 21세기의 의미
- 2007: 그래디 부치, 소프트웨어의 약속, 한계 및 아름다움
- 2006: Chris Mairs, 장애인을 위한 라이프스타일 액세스
- 2005: 프레더릭 브룩스, 디자인 협업 및 원격 협업
- 2004: Fred Piper, Cyberspace Security, The Good, The Bad & The Ugly
- 2003: Caroline Kovac, 게놈 시대의 컴퓨팅[14]
- 2002: Mark Welland, 더 작게, 더 빠르게, 더 좋게 – 그러나 이것이 나노기술입니까?
- 2001: Nick Donofrio, 기술, 혁신 및 새로운 경제
- 2000: 브라이언 랜델, 결함에 맞서기
- 1999: 계산에서 상호 작용으로 샘슨 에이브럼스키 – 정보 과학을 향하여

## 같이 보기
- 핑커튼 강의